# 1900: Człowiek legenda
1900: Człowiek legenda (wł. La leggenda del pianista sull'oceano) – włoski dramat filmowy z 1998 roku, będący szóstą fabułą w dorobku reżyserskim Giuseppe Tornatore. Ekranizacja monodramu Novecento Alessandra Baricco.
Opowiada historię cudownie utalentowanego pianisty, który od niemowlęctwa żył na parowcu i pewnego dnia - pod wpływem pięknej pasażerki - postanowił zejść na ląd.

## Fabuła
Muzyk jazzowy Max Tooney (Pruitt Taylor Vince) udaje się do sklepu muzycznego, aby – choć niechętnie – sprzedać swoją trąbkę. Zanim wychodzi, sprzedawca (Peter Vaughan) puszcza podniszczoną i posklejaną płytę; wówczas z gramofonu wydobywa się piękna muzyka. Max rozpoznaje ją i zaczyna snuć opowieść o pianiście, który ją stworzył i zagrał. O człowieku porzuconym na pokładzie statku jako małe dziecko, znalezionym pierwszego dnia roku 1900 przez Danny’ego Boodmana (Bill Nunn), członka załogi pracującej w kotłowni, i nazwanym przezeń Danny Boodman T. D. Lemon „1900” (Tim Roth), co jest kombinacją jego własnego imienia i nazwiska, roku narodzin, napisu na reklamie cytryn oraz inicjałów charakterystycznych ponoć dla „bogatych prawników”.

## Obsada
- Tim Roth - Danny Boodmann T.D. Lemon „1900"
- Pruitt Taylor Vince - Max Tooney
- Mélanie Thierry - Dziewczyna
- Bill Nunn - Danny Boodmann
- Clarence Williams III - Jelly Roll Morton
- Peter Vaughan - „Pops”, sprzedawca
- Niall O’Brien - Komendant portu
- Gabriele Lavia - Rolnik
- Vernon Nurse - Lider zespołu
- Alberto Vasquez - Meksykański palacz
- John Armstead
- Cory Buck - Młody Danny Boodmann T.D. Lemon „1900” #2
- Norman Chancer
- Sidney Cole - Muzyk
- Katy Monique Cuom
- Luigi De Luca
- Agostino Di Giorgio
- Nicola Di Pinto
- Harry Ditson - Kapitan
- Andrew Dunford
- Femi Elufowojo
- Nigel Fan
- Easton Gage - Młody Danny Boodmann T.D. Lemon „1900” #1
- Eamon Geoghegan
- Piero Gimondo
- Emanuele Gullotto
- Michael Koroukin
- Masa Mbatha Opasha
- Adrian McCourt
- Kevin McNally
- Luis Molteni
- Roger Monk
- Noriko Aida
- Bernard Padden
- Stefano Pagin
- Riccardo Pellegrino
- Bryan Pringle
- Shaila Rubin
- Michael Supnick
- Ivan Truol Troncoso
- Beniamino Vitale
- Adriano Wajskol
- Heathcote Williams
- Paul Richard Wood
- Anita Zagaria
- Julien Lovett (niewymieniony w czołówce) - Danny Boodmann T.D. Lemon „1900” jako niemowlę

## Produkcja
Zdjęcia kręcono w Rzymie i Odessie.

## Opinie o filmie
- Kultura (dodatek do Dziennika Polska-Europa-Świat)[2]

Piękny film, w którym emocje przekazywane są za pomocą muzyki. Niesamowite wrażenie robi scena pojedynku pianistycznego pomiędzy głównym bohaterem a pyszałkiem z lądu. Przecudnie nostalgiczne! (...) Rzadko kiedy muzyka gra taką rolę w filmie i rzadko kiedy nie popada w dysonans z oczekiwaniami widza. Tym razem się udało - są chwile czystej poezji.